# Paroxya hoosieri
Paroxya hoosieri är en insektsart som först beskrevs av Willis Blatchley 1892.  Paroxya hoosieri ingår i släktet Paroxya och familjen gräshoppor. Inga underarter finns listade i Catalogue of Life.